# Ammoniojarosite
L'ammoniojarosite è un minerale appartenente al gruppo dell'alunite descritto per la prima volta nel 1927 in base a un ritrovamento avvenuto nei pressi di Kaibab fault nel sud dello Utah, Stati Uniti d'America.
Questo minerale è ben conosciuto come sottoprodotto della produzione dello zinco in quanto è utilizzato per far precipitare il ferro dalla soluzione prima di estrarne lo zinco. Nonostante questo, è molto raro in natura perché si forma in presenza di soluzioni concentrate di ammonio prodotto durante la decomposizione della materia organica.

## Morfologia
L'ammoniojarosite è stata scoperta sotto forma di masserelle e noduli appiattiti lunghi fino a 4 cm e spessi 5 mm contenenti granuli di lignite e piccole fibre di tschermigite.

## Origine e giacitura
L'ammoniojarosite è stata trovata nella lignite associata con tschermigite e jarosite. Si forma per azione di soluzioni concentrate di ammonio generate dalla composizione di materia organica.